# 부갑상선 기능 저하증
부갑상선 기능 저하증(副甲狀腺機能低下症, hypoparathyroidism)은 부갑상선 호르몬의 생산 부족을 동반한 부갑상샘의 기능 저하이다. 근육 경련이나 테타니, 기타 일부 증상을 일으킬 수 있는 저칼슘혈증을 유발할 수 있다.

## 증상
부갑상선 기능 저하증의 주요 증상은 정상적인 근수축과 신경 전도를 방해하는 저칼슘혈증의 결과이다. 그 결과로, 부갑상선 기능 증후군이 있는 사람들은 입, 손발 주위에 얼얼하면서 불쾌한 느낌을 주는 저림, 그리고 근육 경련 및 테타니 등을 경험할 수 있다. 또, 많은 사람들이 피로, 두통, 근통, 불면증을 호소하였다는 보고도 있다. 경련이 있는 복통이 발생할 수 있다.

## 치료
잠재적으로 생명에 위협이 있는, 증상이 심각한 부갑상선 기능 저하증일 경우 글루콘산 칼슘과 같은 수액 칼슘을 가능한 빨리 투여함으로써 치료된다. 칼슘이 주변 정맥을 자극하여 정맥염을 일으킬 수 있기 때문에 중심 정맥 카테터가 보통 권장된다. 생명에 위협을 주는 저칼슘 수치나 테타니의 경우 정맥 주사를 통한 칼슘이 투여된다.
장기간 치료 시에는 비타민 D 및 칼슘 보충제를 투여하지만 잠재적인 신장병증으로 발생한 경우에는 비효율적일 수 있다.

## 같이 보기
- 부갑상샘 기능 항진증